# Osedax roseus
Espèce
Osedax roseus est une espèce d'annélides de la famille des Siboglinidae et découverte dans le Pacifique oriental à 1 000 m de profondeur.

## Systématique
Cette espèce a été décrite en 2008 par Greg W. Rouse (d) (Scripps Institution of Oceanography, États-Unis), Katrine Worsaae (d) (Marine Biological Laboratory, université de Copenhague, Danemark), Shannon B. Johnson (d), William Joe Jones (d) et Robert Charles Vrijenhoek (d) (Monterey Bay Aquarium Research Institute, États-Unis).

## Description
Osedax roseus est un petit annélide qui vit exclusivement sur les squelettes de baleines en décomposition sur le fond marin. Accroché par d'étranges "racines" vertes, il ne possède ni bouche ni tube digestif. Il se nourrit grâce à des bactéries vivant en symbiose dans ses "racines". Elles extraient et dégradent les protéines présentes dans les os des baleines et profitent de l'oxygène de l'eau récupérée par le ver. Les premières observations montraient que tous les individus colonisant la carcasse étaient des femelles. En réalité, c'est du fait d'un dimorphisme sexuel particulier: minuscules, ressemblant à des larves mais capables de produire des spermatozoïdes, les mâles en "harem" de plusieurs dizaines d'individus. Chez Osedax roseus, ce dimorphisme sexuel atteint des proportions extrêmes : les femelles parviennent à une taille de quelques centimètres ; les mâles dépassent à peine 0,2 mm. « Nous pensons que les larves sont disséminées dans l'océan », précise Greg Rouse, coauteur de la description. Celles qui tombent sur une carcasse deviennent des femelles. Ce n'est que lorsque tous les os sont recouverts que les larves suivantes sont "happées" par les femelles et donnent des mâles.

## Étymologie
Son épithète spécifique, du latin roseus, « de couleur rose », fait référence à la couleur rosée de l'animal.

## Publication originale
- (en) G. W. Rouse, K. Worsaae, S. B. Johnson, W. J. Jones et R. C. Vrijenhoek, « Acquisition of dwarf male "harems" by recently settled females of Osedax roseus n. sp. (Siboglinidae; Annelida) », The Biological Bulletin, Woods Hole, Laboratoire de biologie marine et University of Chicago Press, vol. 214, no 1,‎ 1er février 2008, p. 67-82 (ISSN 0006-3185 et 1939-8697, OCLC 1536426, PMID 18258777, DOI 10.2307/25066661, JSTOR 25066661, lire en ligne).